# Vernonia arabica
Vernonia arabica là một loài thực vật có hoa trong họ Cúc. Loài này được F.G.Davies miêu tả khoa học đầu tiên năm 1978.